# バリー・ストラウド
バリー・ストラウド（Barry Stroud, 1935年5月18日 - 2019年8月9日）は、カナダの哲学者。哲学的懐疑論、デイヴィッド・ヒューム、ルートヴィヒ・ウィトゲンシュタインに関する研究で知られる。

## 生涯
トロント生まれ。トロント大学で哲学の学士号を取得後、ハーバード大学でモートン・ホワイトの指導のもと博士号を得た。1961年から現在まで、カリフォルニア大学バークレー校で教鞭をとっている。1987年、オックスフォード大学でジョン・ロック講義を行った。2007年、カリフォルニア大学バークレー校哲学科のウィリス・S・マリオン・スラッサー哲学教授に任命された。
アメリカ芸術・科学アカデミーのフェロー、ブリティッシュ・アカデミーの国外フェローに選出されている。
カリフォルニア州バークレーで没した。

## 著作
- (1977) Hume. Routledge (Winner of the Matchette Prize in 1979).
- (1984) The Significance of Philosophical Scepticism. Oxford University Press. ISBN 978-0-19-824761-6.
永井均監訳、岩沢宏和、壁谷彰慶、清水将吾、土屋陽介訳『君はいま夢を見ていないとどうして言えるのか――哲学的懐疑論の意義』春秋社、2006年
- (1999) The Quest for Reality: Subjectivism & the Metaphysics of Colour. Oxford University Press. ISBN 978-0-19-513388-2.
- (2000) Understanding Human Knowledge: Philosophical Essays. Oxford University Press. ISBN 978-0-19-825033-3.
- (2000) Meaning, Understanding, and Practice: Philosophical Essays. Oxford University Press. ISBN 978-0-19-825034-0.
- (2011) Engagement and Metaphysical Dissatisfaction: Modality and Value. Oxford University Press. ISBN 978-0-19-976496-9.
- (2011) Philosophers Past and Present: Selected Essays. Oxford University Press. ISBN 978-0-19-960859-1.